# شهرستان لیوینگستون (نیویورک)
شهرستان لیوینگستون (به انگلیسی: Livingston County) واقع در ایالت نیویورک است. جمعیت این شهرستان بر اساس سرشماری سال ۲۰۱۰ آمریکا ۶۵۳۹۳ نفر گزارش شده‌است. مرکز شهرستان لیوینگستون شهر جنسیو است.این شهرستان در سال ۱۸۲۱ بنیانگذاری شده و به افتخار رابرت لیوینگستون، از اعضای کمیته امضاکنندگان اعلامیه استقلال آمریکا، لیوینگستون نام گرفته‌است.